# Ngày Lương thực Thế giới
Ngày Lương thực thế giới, viết tắt là WFD (World Food Day) được cử hành vào ngày 16 tháng 10 hàng năm trên khắp thế giới, để kỷ niệm ngày thành lập Tổ chức Lương thực và Nông nghiệp Liên Hợp Quốc của Liên Hợp Quốc năm 1945. Ngày này cũng là Ngày Khoa học kỹ thuật thực phẩm. Ngày này được tổ chức rộng rãi bởi nhiều tổ chức khác quan tâm đến nạn đói và an ninh lương thực, bao gồm Chương trình Lương thực Thế giới (World Food Programme - WFP) và Quỹ Phát triển Nông nghiệp Quốc tế. WFP đã nhận được giải Nobel Hòa bình năm 2020 vì những nỗ lực chống nạn đói, đóng góp vào hòa bình ở các khu vực xung đột và đóng vai trò hàng đầu trong việc ngăn chặn việc sử dụng nạn đói dưới dạng vũ khí cho chiến tranh và xung đột.

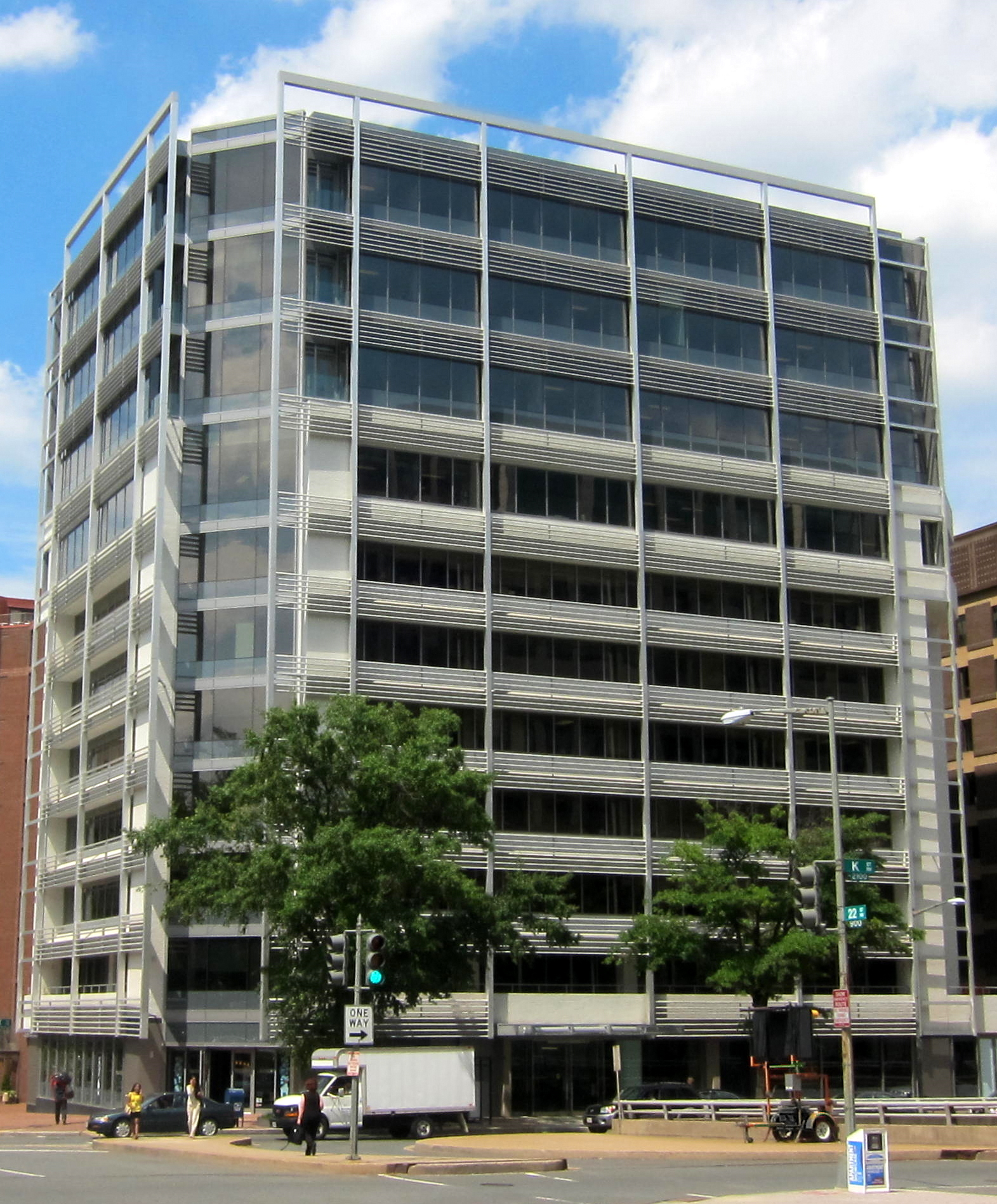
Trụ sở của Ủy ban quốc gia Ngày Lương thực thế giới của Hoa Kỳ tại Washington, D.C.